# Anna Kalenkiewicz-Mirowiczowa
Anna Krystyna Kalenkiewicz-Mirowiczowa (ur. 23 czerwca 1903 w Łęczycy, zm. 1967) – polska historyk, badaczka dziejów Wielkiego Księstwa Litewskiego.

## Życiorys

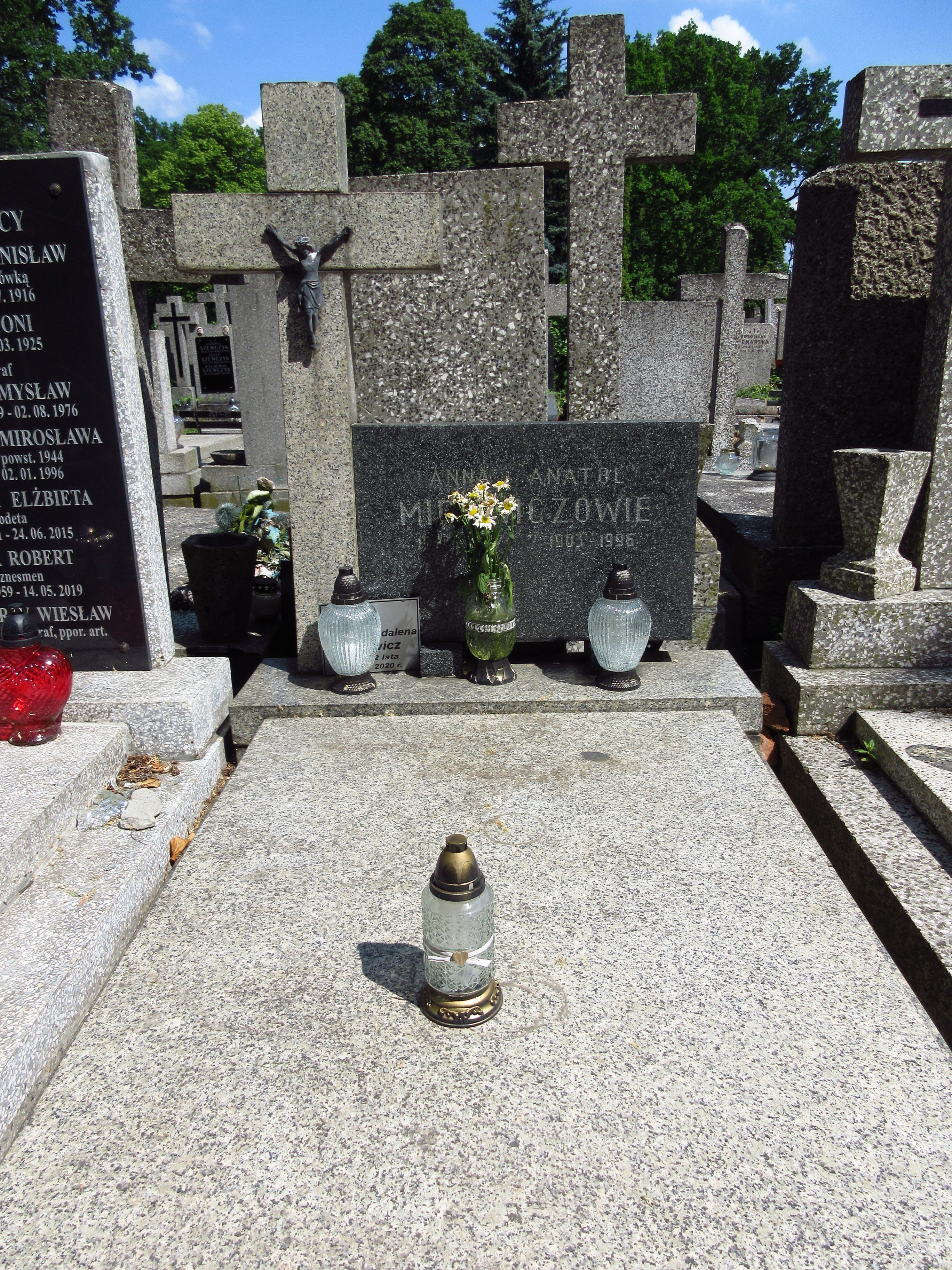
Grób Anny Kalenkiewicz-Mirowiczowej na Cmentarzu Bródnowskim

Urodziła się w rodzinie Jana (1875–1960), posła na Sejm RP I kadencji z ramienia Związku Ludowo-Narodowego, i Heleny z Zawadzkich. Była starszą siostrą Macieja (1906–1944) i Wojciecha (1914–1939), oficerów Wojska Polskiego i kawalerów Orderu Virtuti Militari.
Absolwentka historii USB, uczennica Stanisława Kościałkowskiego (1927 mgr – Stanowisko sejmików litewskich wobec upadku Antoniego Tyzenhauza).
Jej mężem był Anatol Mirowicz. Pochowana na cmentarzu Bródnowskim w Warszawie (kwatera 16F-7-18).

## Wybrane publikacje
- Rozkład partii Tyzenhauza na tle sejmików litewskich, Wilno 1933.
- Państwowe Gimnazjum im. św. Kazimierza w Nowej Wilejce. Wspomnienia Ireny Kontowt-Okulewiczowej, Anny Krystyny Kalenkiewicz-Mirowiczowej, red. L. J. Malinowski, Bydgoszcz 2003.